# Collegio di City of Chester
City of Chester è stato un collegio elettorale situato nel Cheshire, nel Nord Ovest dell'Inghilterra, e rappresentato alla Camera dei comuni del Parlamento del Regno Unito. Eleggeva un membro del parlamento con il sistema first-past-the-post, ossia maggioritario a turno unico; con la revisione dei collegi del 2024, City of Chester è stato abolito e la sua area divisa tra i due collegi di Chester North and Neston e Chester South and Eddisbury.

## Estensione
- 1918-1974: il County Borough di Chester, il distretto urbano di Hoole ed il distretto rurale di Chester.
- 1974-1983: il County Borough di Chester ed il distretto rurale di Chester.
- 1983-1997: i ward della città di Chester di Blacon Hall, Boughton, Boughton Heath, Christleton, College, Curzon, Dee Point, Dodleston, Grosvenor, Hoole, Newton, Plas Newton, Sealand, Upton Grange, Upton Heath, Vicars Cross e Westminster.
- 1997-2010: i ward della città di Chester di Blacon Hall, Boughton, Boughton Heath, Christledon, College, Curzon, Dee Point, Dodleston, Grosvenor, Hoole, Mollington, Newton, Plas Newton, Saughall, Sealand, Upton Grange, Upton Heath, Vicars Cross e Westminster.
- 2010-2019: i ward della città di Chester di Blacon Hall, Blacon Lodge, Boughton, Boughton Heath, Christleton, City and St Anne's, College, Curzon and Westminster, Dodleston, Handbridge and St Mary's, Hoole All Saints, Hoole Groves, Huntington, Lache Park, Mollington, Newton Brook, Newton St Michael's, Saughall, Upton Grange, Upton Westlea e Vicars Cross.
- 2019-2024: i ward della città di Chester di Central and Blacon, Chester City and the Garden Quarter, parte di Christleton and Huntington, parte di Farndon, parte di Gowy Rural, Great Boughton, Handbridge Park, Lache, Newton and Hoole, Saughall and Mollington e Upton

## Membri del parlamento dal 1885
| Elezione | Elezione        | Deputato          | Partito          |
| -------- | --------------- | ----------------- | ---------------- |
|          | 1885            | Walter Foster     | Liberale         |
|          | 1886            | Robert Yerburgh   | Conservatore     |
|          | 1906            | Alfred Mond       | Liberale         |
|          | Gen 1910        | Robert Yerburgh   | Conservatore     |
| 1916 (S) | Owen Philipps   |                   | Conservatore     |
| 1922     | Charles Cayzer  |                   | Conservatore     |
| 1940 (S) | Basil Nield     |                   | Conservatore     |
| 1956 (S) | John Temple     |                   | Conservatore     |
| Feb 1974 | Peter Morrison  |                   | Conservatore     |
| 1992     | Gyles Brandreth |                   | Conservatore     |
|          | 1997            | Christine Russell | Laburista        |
|          | 2010            | Stephen Mosley    | Conservatore     |
|          | 2015            | Chris Matheson    | Laburista        |
| 2022 (S) | Samantha Dixon  |                   | Laburista        |
|          | 2024            | Collegio abolito  | Collegio abolito |

## Elezioni

### Elezioni negli anni 2020
| Partito                    | Partito                                | Candidato                  | Risultati 1 dicembre 2022 | Risultati 1 dicembre 2022 |
| Partito                    | Partito                                | Candidato                  | Voti                      | %                         |
| -------------------------- | -------------------------------------- | -------------------------- | ------------------------- | ------------------------- |
|                            | Laburista                              | Samantha Dixon             | 17 309                    | 60,79                     |
|                            | Conservatore                           | Liz Wardlaw                | 6 335                     | 22,25                     |
|                            | Lib Dem                                | Rob Herd                   | 2 368                     | 8,32                      |
|                            | Verdi                                  | Paul Bowers                | 987                       | 3,47                      |
|                            | Reform UK                              | Jeanie Barton              | 773                       | 2,71                      |
|                            | Rejoin EU                              | Richard Hewison            | 277                       | 0,97                      |
|                            | UKIP                                   | Cain Griffiths             | 179                       | 0,63                      |
|                            | Monster Raving Loony                   | Howling Laud Hope          | 156                       | 0,55                      |
|                            | Freedom Alliance                       | Chris Quartermaine         | 91                        | 0,32                      |
|                            |                                        |                            |                           |                           |
| Iscritti                   | Iscritti                               | Iscritti                   | 69 274                    | 100,00                    |
| ↳ Votanti (% su iscritti)  | ↳ Votanti (% su iscritti)              | ↳ Votanti (% su iscritti)  | 28 541                    | 41,20                     |
| ↳ Astenuti (% su iscritti) | ↳ Astenuti (% su iscritti)             | ↳ Astenuti (% su iscritti) | 40 733                    | 58,80                     |
|                            |                                        |                            |                           |                           |
|                            | Esito: collegio confermato a Laburista |                            |                           |                           |

### Elezioni negli anni 2010
| Partito                    | Partito                                | Candidato                  | Risultati 12 dicembre 2019 | Risultati 12 dicembre 2019 |
| Partito                    | Partito                                | Candidato                  | Voti                       | %                          |
| -------------------------- | -------------------------------------- | -------------------------- | -------------------------- | -------------------------- |
|                            | Laburista                              | Chris Matheson             | 27 062                     | 49,62                      |
|                            | Conservatore                           | Samantha George            | 20 918                     | 38,35                      |
|                            | Lib Dem                                | Bob Thompson               | 3 734                      | 6,85                       |
|                            | Verdi                                  | Nicholas Brown             | 1 438                      | 2,64                       |
|                            | Brexit                                 | Andy Argyle                | 1 388                      | 2,54                       |
|                            |                                        |                            |                            |                            |
| Iscritti                   | Iscritti                               | Iscritti                   | 76 057                     | 100,00                     |
| ↳ Votanti (% su iscritti)  | ↳ Votanti (% su iscritti)              | ↳ Votanti (% su iscritti)  | 54 560                     | 71,74                      |
| ↳ Astenuti (% su iscritti) | ↳ Astenuti (% su iscritti)             | ↳ Astenuti (% su iscritti) | 21 497                     | 28,26                      |
|                            |                                        |                            |                            |                            |
|                            | Esito: collegio confermato a Laburista |                            |                            |                            |

| Partito                    | Partito                                | Candidato                  | Risultati 8 giugno 2017 | Risultati 8 giugno 2017 |
| Partito                    | Partito                                | Candidato                  | Voti                    | %                       |
| -------------------------- | -------------------------------------- | -------------------------- | ----------------------- | ----------------------- |
|                            | Laburista                              | Chris Matheson             | 32 023                  | 56,76                   |
|                            | Conservatore                           | Will Gallagher             | 22 847                  | 40,49                   |
|                            | Lib Dem                                | Lizzie Jewkes              | 1 551                   | 2,75                    |
|                            |                                        |                            |                         |                         |
| Iscritti                   | Iscritti                               | Iscritti                   | 72 895                  | 100,00                  |
| ↳ Votanti (% su iscritti)  | ↳ Votanti (% su iscritti)              | ↳ Votanti (% su iscritti)  | 56 421                  | 77,40                   |
| ↳ Astenuti (% su iscritti) | ↳ Astenuti (% su iscritti)             | ↳ Astenuti (% su iscritti) | 16 474                  | 22,60                   |
|                            |                                        |                            |                         |                         |
|                            | Esito: collegio confermato a Laburista |                            |                         |                         |

| Partito                    | Partito                                           | Candidato                  | Risultati 7 maggio 2015 | Risultati 7 maggio 2015 |
| Partito                    | Partito                                           | Candidato                  | Voti                    | %                       |
| -------------------------- | ------------------------------------------------- | -------------------------- | ----------------------- | ----------------------- |
|                            | Laburista                                         | Chris Matheson             | 22 118                  | 43,23                   |
|                            | Conservatore                                      | Stephen Mosley             | 22 025                  | 43,05                   |
|                            | UKIP                                              | Steve Ingram               | 4 148                   | 8,11                    |
|                            | Lib Dem                                           | Bob Thompson               | 2 870                   | 5,61                    |
|                            |                                                   |                            |                         |                         |
| Iscritti                   | Iscritti                                          | Iscritti                   | 72 261                  | 100,00                  |
| ↳ Votanti (% su iscritti)  | ↳ Votanti (% su iscritti)                         | ↳ Votanti (% su iscritti)  | 51 161                  | 70,80                   |
| ↳ Astenuti (% su iscritti) | ↳ Astenuti (% su iscritti)                        | ↳ Astenuti (% su iscritti) | 21 100                  | 29,20                   |
|                            |                                                   |                            |                         |                         |
|                            | Esito: collegio passa da Conservatore a Laburista |                            |                         |                         |

| Partito                    | Partito                                           | Candidato                  | Risultati 6 maggio 2010 | Risultati 6 maggio 2010 |
| Partito                    | Partito                                           | Candidato                  | Voti                    | %                       |
| -------------------------- | ------------------------------------------------- | -------------------------- | ----------------------- | ----------------------- |
|                            | Conservatore                                      | Stephen Mosley             | 18 995                  | 40,60                   |
|                            | Laburista                                         | Christine Russell          | 16 412                  | 35,08                   |
|                            | Lib Dem                                           | Lizzie Jewkes              | 8 930                   | 19,09                   |
|                            | UKIP                                              | Allan Weddell              | 1 225                   | 2,62                    |
|                            | Democratici                                       | Ed Abrams                  | 594                     | 1,27                    |
|                            | Verdi                                             | Malcolm Barker             | 535                     | 1,14                    |
|                            | Indipendente                                      | John Whittingham           | 99                      | 0,21                    |
|                            |                                                   |                            |                         |                         |
| Iscritti                   | Iscritti                                          | Iscritti                   | 69 002                  | 100,00                  |
| ↳ Votanti (% su iscritti)  | ↳ Votanti (% su iscritti)                         | ↳ Votanti (% su iscritti)  | 46 853                  | 67,90                   |
| ↳ Astenuti (% su iscritti) | ↳ Astenuti (% su iscritti)                        | ↳ Astenuti (% su iscritti) | 22 149                  | 32,10                   |
|                            |                                                   |                            |                         |                         |
|                            | Esito: collegio passa da Laburista a Conservatore |                            |                         |                         |

### Elezioni negli anni 2000
| Partito                    | Partito                                | Candidato                  | Risultati 5 maggio 2005 | Risultati 5 maggio 2005 |
| Partito                    | Partito                                | Candidato                  | Voti                    | %                       |
| -------------------------- | -------------------------------------- | -------------------------- | ----------------------- | ----------------------- |
|                            | Laburista                              | Christine Russell          | 17 458                  | 38,88                   |
|                            | Conservatore                           | Paul Offer                 | 16 543                  | 36,84                   |
|                            | Lib Dem                                | Mia Jones                  | 9 818                   | 21,86                   |
|                            | UKIP                                   | Allan Weddell              | 776                     | 1,73                    |
|                            | Democratici                            | Ed Abrams                  | 308                     | 0,69                    |
|                            |                                        |                            |                         |                         |
| Iscritti                   | Iscritti                               | Iscritti                   | 69 833                  | 100,00                  |
| ↳ Votanti (% su iscritti)  | ↳ Votanti (% su iscritti)              | ↳ Votanti (% su iscritti)  | 44 903                  | 64,30                   |
| ↳ Astenuti (% su iscritti) | ↳ Astenuti (% su iscritti)             | ↳ Astenuti (% su iscritti) | 24 930                  | 35,70                   |
|                            |                                        |                            |                         |                         |
|                            | Esito: collegio confermato a Laburista |                            |                         |                         |

| Partito                    | Partito                                | Candidato                  | Risultati 7 giugno 2001 | Risultati 7 giugno 2001 |
| Partito                    | Partito                                | Candidato                  | Voti                    | %                       |
| -------------------------- | -------------------------------------- | -------------------------- | ----------------------- | ----------------------- |
|                            | Laburista                              | Christine Russell          | 21 760                  | 48,49                   |
|                            | Conservatore                           | David Jones                | 14 866                  | 33,13                   |
|                            | Lib Dem                                | Tony Dawson                | 6 589                   | 14,68                   |
|                            | UKIP                                   | Allan Weddell              | 899                     | 2,00                    |
|                            | Indipendente                           | George Rogers              | 763                     | 1,70                    |
|                            |                                        |                            |                         |                         |
| Iscritti                   | Iscritti                               | Iscritti                   | 70 340                  | 100,00                  |
| ↳ Votanti (% su iscritti)  | ↳ Votanti (% su iscritti)              | ↳ Votanti (% su iscritti)  | 44 877                  | 63,80                   |
| ↳ Astenuti (% su iscritti) | ↳ Astenuti (% su iscritti)             | ↳ Astenuti (% su iscritti) | 25 463                  | 36,20                   |
|                            |                                        |                            |                         |                         |
|                            | Esito: collegio confermato a Laburista |                            |                         |                         |

## Risultati dei referendum

### Referendum sulla permanenza del Regno Unito nell'Unione europea del 2016
|             | Collegio        | Lasciare UE % | Rimanere in UE % |
| ----------- | --------------- | ------------- | ---------------- |
|             | City of Chester | 42,7%         | 57,3%            |
|             | Inghilterra     | 53,3%         | 46,7%            |
| Regno Unito | 51,9%           | 48,1%         |                  |